# Eurovizija.LT (2024)
Unter dem Titel Eurovizija.LT fand am 17. Februar 2024 das Finale des litauischen Vorentscheid für den Eurovision Song Contest 2024 in Malmö (Schweden) statt.

## Format

### Konzept
Am 17. Juli 2023 bestätigte die litauische Rundfunkanstalt Lietuvos nacionalinis radijas ir televizija (LRT), dass Litauen am Eurovision Song Contest 2024 teilnehmen werde. Der Sender gab am 18. Oktober 2023 bekannt, dass man den bisherigen Vorentscheid, Pabandom iš naujo!, nicht mehr verwenden werde und stattdessen einen neuen Vorentscheid einführen werde. So umfasste die Sendung nun fünf Halbfinale. In den Halbfinalen stimmten das Publikum und eine Jury gemeinsam ab, im Finale stimmte lediglich das Publikum ab. Aus jedem Halbfinale qualifizierten sich zwei Teilnehmer für das Finale. 

### Beitragswahl
Zwischen dem 18. Oktober und dem 11. Dezember 2023 konnten interessierte Künstler ihre Beiträge bei LRT einreichen. Um einen Beitrag einreichen zu können, musste man litauischer Staatsbürger sein.

### Moderation
Als Moderatoren wurden Gabrielė Martirosian und Nombeko Augustė am 3. Januar 2023 vorgestellt.

### Austragungsort
Am 14. Januar 2024 wurde bekannt, dass das Finale in der Švyturio Arena in Klaipėda stattfinden werde. Die Halbfinale hingegen fanden in den Studios des Senders LRT in Vilnius statt.

### Jury
Die Jurys bestanden aus folgenden Mitgliedern:
| Jurymitglied              | Jurymitglied                          | 1. Halbfinale               | 2. Halbfinale               | 3. Halbfinale               | 4. Halbfinale               | 5. Halbfinale               | Finale                      |
| ------------------------- | ------------------------------------- | --------------------------- | --------------------------- | --------------------------- | --------------------------- | --------------------------- | --------------------------- |
| Ieva Narkutė              | Singer-Songwriterin                   | Grünes Häkchensymbol für ja | Grünes Häkchensymbol für ja | Grünes Häkchensymbol für ja | Grünes Häkchensymbol für ja | Grünes Häkchensymbol für ja | Grünes Häkchensymbol für ja |
| Vytautas Bikus            | Komponist                             | Grünes Häkchensymbol für ja | Grünes Häkchensymbol für ja | Grünes Häkchensymbol für ja | Grünes Häkchensymbol für ja | Grünes Häkchensymbol für ja | Grünes Häkchensymbol für ja |
| Ramūnas Zilnys            | Musikkritiker, Chefredakteur bei LRT  | Grünes Häkchensymbol für ja | Grünes Häkchensymbol für ja |                             | Grünes Häkchensymbol für ja | Grünes Häkchensymbol für ja | Grünes Häkchensymbol für ja |
| Darius Užkuraitis         | Moderator, Musikwissenschaftler       | Grünes Häkchensymbol für ja |                             |                             | Grünes Häkchensymbol für ja |                             |                             |
| Monika Liu                | Teilnehmerin beim ESC 2022            | Grünes Häkchensymbol für ja |                             |                             |                             |                             |                             |
| Kristupas Naraškevičius   | Moderator                             |                             | Grünes Häkchensymbol für ja | Grünes Häkchensymbol für ja |                             |                             | Grünes Häkchensymbol für ja |
| Ieva Zasimauskaitė        | Teilnehmerin am ESC 2018              |                             | Grünes Häkchensymbol für ja |                             |                             |                             | Grünes Häkchensymbol für ja |
| Jievaras Jasinskis        | Komponist                             |                             |                             | Grünes Häkchensymbol für ja |                             | Grünes Häkchensymbol für ja |                             |
| Gerūta Griniūtė           | Radiopersönlichkeit                   |                             |                             | Grünes Häkchensymbol für ja |                             |                             | Grünes Häkchensymbol für ja |
| Giedrė Kilčiauskienė      | Solistin                              |                             |                             |                             | Grünes Häkchensymbol für ja |                             | Grünes Häkchensymbol für ja |
| Tautvydas Gaudėšius       | Sänger                                |                             |                             |                             |                             | Grünes Häkchensymbol für ja |                             |
| Monika Linkytė            | Teilnehmerin am ESC 2015 und ESC 2023 |                             |                             |                             |                             |                             | Grünes Häkchensymbol für ja |
| Leonas Somovas            | Produzent und Komponist               |                             |                             |                             |                             |                             | Grünes Häkchensymbol für ja |
| Jurijus Veklenko          | Teilnehmer am ESC 2019                |                             |                             |                             |                             |                             | Grünes Häkchensymbol für ja |
| Mindaugas Bendžius        | Produzent und Komponist               |                             |                             |                             |                             |                             | Grünes Häkchensymbol für ja |
| Olga Filatova-Kontrimienė | Designerin und Stylistin              |                             |                             |                             |                             |                             | Grünes Häkchensymbol für ja |

## Teilnehmer
Die Teilnehmer wurden am 19. Dezember 2023 veröffentlicht. Mit Andrius Pojavis, Vilija und The Roop nahmen drei ehemalige Sieger eines litauischen Vorentscheids am Wettbewerb teil. Sie gewannen 2013, 2014 bzw. 2020 und 2021. Am 8. Januar 2024 wurde bekannt, dass Kotryna ihre Teilnahme am Vorentscheid zurückgezogen hatte, sie wurde durch Marius Petrauskas ersetzt.

### Zurückkehrende Teilnehmer
Folgende Teilnehmer hatten bereits an einem litauischen Vorentscheidung teilgenommen:
| Interpret       | Vorheriges Teilnahmejahr                            |
| --------------- | --------------------------------------------------- |
| Andrius Pojavis | 2013                                                |
| Il Senso        | 2023                                                |
| Monika Marija   | 2018, 2019, 2020                                    |
| Queens of Roses | 2016 (als 4 Roses), 2017, 2019                      |
| The Roop        | 2018, 2020, 2021                                    |
| Vilija          | 2005, 2014, 2017, 2021 (als Sunday Afternoon), 2022 |

## Halbfinale

### Erstes Halbfinale
Das erste Halbfinale fand am 13. Januar 2024 statt. Folgende Künstler nahmen daran teil:
| Platz | Startnr. | Interpret         | Lied Musik (M) und Text (T)                                                  | Sprache              | Übersetzung (inoffiziell) | Jury | Televoting | Televoting | Gesamt |
| Platz | Startnr. | Interpret         | Lied Musik (M) und Text (T)                                                  | Sprache              | Übersetzung (inoffiziell) | Jury | Punkte     | Stimmen    | Gesamt |
| ----- | -------- | ----------------- | ---------------------------------------------------------------------------- | -------------------- | ------------------------- | ---- | ---------- | ---------- | ------ |
| 1     | 4        | Silvester Belt    | Luktelk M/T: Džesika Šyvokaitė, Elena Jurgaitytė, Silvestras Beltė           | Litauisch            | Warte                     | 12   | 10         | 1.503      | 22     |
| 2     | 6        | VB gaang          | KABOOM!!! M/T: Vidas Bareikis                                                | Englisch, Koreanisch | -                         | 10   | 12         | 1.843      | 22     |
| 3     | 7        | Luka Kuraitė      | Move on M/T: Luka Kuraitė, Gytis Valickas                                    | Englisch             | Mach weiter               | 7    | 8          | 695        | 15     |
| 4     | 8        | Clockwork Creep   | Empty M/T: Paulius Mscichauskas                                              | Englisch             | Leer                      | 8    | 6          | 412        | 14     |
| 5     | 3        | Marius Petrauskas | Kol laiko yra M/T: Marius Petrauskas, Eligijus Žilinskas, Rūta Lukoševičiūtė | Litauisch            | Solange noch Zeit ist     | 6    | 7          | 454        | 13     |
| 6     | 2        | Antoine Wend      | Say No More M/T: Antoine Wendling, Nicolas Lassus, Titas Astafėjevas         | Englisch             | Sag nichts mehr           | 5    | 5          | 310        | 10     |
| 7     | 5        | Aistay            | You M/T: Aistė Tomkevičiūtė-Pajaujienė                                       | Englisch             | Du                        | 4    | 4          | 199        | 8      |
| 8     | 1        | Živilė Gedvilaitė | Save Me M/T: lva Persson, Linda Persson, Peter Frodin                        | Englisch             | Rette mich                | 3    | 3          | 165        | 6      |

 Interpret hat sich für das Finale qualifiziert.

### Zweites Halbfinale
Das zweite Halbfinale fand am 20. Januar statt. Dabei haben sich Aistè und die Gruppe Žalvarinis für das Finale qualifiziert.
| Platz | Startnr. | Interpret          | Lied Musik (M) und Text (T)                                                                                   | Sprache   | Übersetzung (inoffiziell)    | Jury | Televoting | Televoting | Gesamt |
| Platz | Startnr. | Interpret          | Lied Musik (M) und Text (T)                                                                                   | Sprache   | Übersetzung (inoffiziell)    | Jury | Punkte     | Stimmen    | Gesamt |
| ----- | -------- | ------------------ | --- | --------- | ---------------------------- | ---- | ---------- | ---------- | ------ |
| 1     | 4        | Aistè              | We Will Rule the World M/T: Aistė Gaižauskaitė, Kipras Varaneckas                                             | Englisch  | Wir werden die Welt regieren | 12   | 10         | 1.092      | 22     |
| 2     | 5        | Žalvarinis         | Gaudė Vėjai M/T: Robertas Semeniukas, Viltė Ambrazaitytė, Sigita Jonynaitė                                    | Litauisch | Fang den Wind                | 10   | 12         | 2.159      | 22     |
| 3     | 2        | Eglė Jakštytė-Eley | Rock My Body M/T: Eglė Jakštytė, Audrius Petrauskas, Titas Astafėjevas                                        | Englisch  | Rock meinen Körper           | 8    | 8          | 730        | 16     |
| 4     | 7        | Thomas G           | Us M/T: Audris Petrauskas, Titas Astafėjevas                                                                  | Englisch  | Uns                          | 6    | 7          | 723        | 13     |
| 5     | 6        | Paula Urbana       | It is what it is M/T: Paula Urbana, David Boyden, Francesca Morris, Noah Simmonds, Hugo Shawn, Alistair Gould | Englisch  | Es ist was es ist            | 7    | 4          | 710        | 11     |
| 6     | 3        | Davidas Valma      | Blood On Your Hands M/T: Tim Dawn, Aidan O’Connor                                                             | Englisch  | Blut an deinen Händen        | 5    | 6          | 605        | 11     |
| 7     | 8        | Multiks            | Vėjas galvoje M/T: Paulius Burba                                                                              | Litauisch | Wind im Kopf                 | 4    | 5          | 502        | 9      |
| 8     | 1        | Andrius Pojavis    | Sing me a hug M/T: Andrius Pojavis                                                                            | Englisch  | Sing mir eine Umarmung       | 3    | 3          | 109        | 6      |

 Interpret hat sich für das Finale qualifiziert.

### Drittes Halbfinale
Das dritte Halbfinale fand am 27. Januar statt. Qualifiziert für das Finale haben sich Shower sowie Pluie de Comètes.
| Platz | Startnr. | Interpret        | Lied Musik (M) und Text (T)                                                                                 | Sprache   | Übersetzung (inoffiziell)       | Jury | Televoting | Televoting | Gesamt |
| Platz | Startnr. | Interpret        | Lied Musik (M) und Text (T)                                                                                 | Sprache   | Übersetzung (inoffiziell)       | Jury | Punkte     | Stimmen    | Gesamt |
| ----- | -------- | ---------------- | --- | --------- | ------------------------------- | ---- | ---------- | ---------- | ------ |
| 1     | 8        | Shower           | Impossible M/T: Vainius Indriūnas, Dominykas Kazimieras Krulikovskis, Jonas Filmanavičius, Simonas Krukonis | Englisch  | Unmöglich                       | 8    | 12         | 2.444      | 20     |
| 2     | 4        | Pluie de Comètes | Be careful M/T:Justė Kraujelytė, Saulius Sakavičius                                                         | Englisch  | Sei vorsichtig                  | 12   | 7          | 520        | 19     |
| 3     | 3        | MeidĖ            | Zoo M/T: Meidė Šlmamaitė, Paulius Vaicekauskas                                                              | Englisch  |                                 | 10   | 6          | 509        | 16     |
| 4     | 6        | Mary Mo          | Done M/T: Tomas Dičiūnas, Titas Astafėjevas, Audrius Petrauskas, Marija Monika Dičiūnė                      | Englisch  | Erledigt                        | 6    | 10         | 1.011      | 16     |
| 5     | 7        | Baltos varnos    | In the Night M/T: Teresė Andrijauskaitė, Milda Andrijauskaitė-Bakanauskaitė                                 | Englisch  | In der Nacht                    | 7    | 8          | 637        | 15     |
| 6     | 1        | Anžela           | Paskubėk M/T: Titas Astafėjevas, Elena Jurgaitytė                                                           | Litauisch | Beeil dich                      | 5    | 5          | 498        | 10     |
| 7     | 5        | Sun Francisco    | Trauka (Svaigsta galva) M/T: Giedrė Ivanova, Maksimas Ivanovas                                              | Litauisch | Traktion (Schwindel)            | 4    | 4          | 457        | 8      |
| 8     | 2        | Sid Hallow       | Here We Go Again M/T: Sidas Gvozdiovas, Anyanya Udongwo                                                     | Englisch  | Jetzt geht das schon wieder los | 3    | 3          | 430        | 6      |

 Interpret hat sich für das Finale qualifiziert.

### Viertes Halbfinale
Das vierte Halbfinale fand am 3. Februar 2024 statt.
| Platz | Startnr. | Interpret         | Lied Musik (M) und Text (T)                                                                                                 | Sprache  | Übersetzung (inoffiziell)           | Jury | Televoting | Televoting | Gesamt |
| Platz | Startnr. | Interpret         | Lied Musik (M) und Text (T)                                                                                                 | Sprache  | Übersetzung (inoffiziell)           | Jury | Punkte     | Stimmen    | Gesamt |
| ----- | -------- | ----------------- | --- | -------- | ----------------------------------- | ---- | ---------- | ---------- | ------ |
| 1     | 2        | Il Senso          | Time M/T: Kipras Mašanauskas, Andrius Kairys                                                                                | Englisch | Zeit                                | 10   | 12         | 3.232      | 22     |
| 2     | 4        | Monika Marija     | Unlove You Starting Tomorrow M/T: Džiugas Juzėnas, Monika Paulauskaitė, Titas Astafėjevas                                   | Englisch | Ab morgen liebe ich dich nicht mehr | 12   | 8          | 921        | 20     |
| 3     | 3        | Kasparas          | Fool M/T: Jokūbas Tulaba, Kasparas Varanavičius, Urtė Povilauskaitė                                                         | Englisch | Trottel                             | 8    | 10         | 962        | 18     |
| 4     | 7        | Martin            | Jigsaw M/T: Martin | Englisch | Rätsel                              | 7    | 6          | 713        | 13     |
| 5     | 1        | Agnė Buškevičiūtė | Puppeteer M/T: Agnė Buškevičiūtė-Tumalavičienė, Evelina DahliaIda Maria Søberg, Jonas Holteberg Jensen, Vilius Tumalavičius | Englisch | Puppenspieler                       | 5    | 7          | 771        | 12     |
| 6     | 8        | Hansanova         | Dragons and Rainbows M/T: Giedrius Balčiūnas                                                                                | Englisch | Drachen und Regenbögen              | 6    | 4          | 512        | 10     |
| 7     | 6        | Danielė           | Cold Shower M/T: Danielė Paužaitė, Gabija Žvirdauskaitė, Gytis Valickas                                                     | Englisch | Kalte Dusche                        | 3    | 5          | 611        | 8      |
| 8     | 5        | Vilija            | Save Me M/T: Vilija Matačiūnaitė                                                                                            | Englisch | Rette mich                          | 4    | 3          | 374        | 7      |

 Interpret hat sich für das Finale qualifiziert.

### Fünftes Halbfinale
Das fünfte Halbfinale fand am 10. Februar statt.
| Platz | Startnr. | Interpret       | Lied Musik (M) und Text (T)                                                                         | Sprache  | Übersetzung (inoffiziell) | Jury | Televoting | Televoting | Gesamt |
| Platz | Startnr. | Interpret       | Lied Musik (M) und Text (T)                                                                         | Sprache  | Übersetzung (inoffiziell) | Jury | Punkte     | Stimmen    | Gesamt |
| ----- | -------- | --------------- | --------------------------------------------------------------------------------------------------- | -------- | ------------------------- | ---- | ---------- | ---------- | ------ |
| 1     | 7        | The Roop        | Simple Joy M/T: Vaidotas Valiukevičius, Robertas Baranauskas, Mantas Banišauskas, Vegard Hurum      | Englisch | Einfache Freude           | 12   | 12         | 3.691      | 24     |
| 2     | 4        | Queens of Roses | Walk through fire M/T: Adriana Pupavac, Aidan O’Connor, Andreas Bjorkman, Jonas Ekdahl              | Englisch | Geh durchs Feuer          | 10   | 7          | 840        | 17     |
| 3     | 8        | Lina Štalytė    | Perfect M/T: Lina Štalytė                                                                           | Englisch | Perfekt                   | 5    | 10         | 1.730      | 15     |
| 4     | 5        | Apri Frei       | New Years M/T: Ieva Andriuškevičiūtė                                                                | Englisch | Neue Jahre                | 8    | 6          | 391        | 14     |
| 5     | 1        | Freya Alleay    | Serenade M/T: Kamilė Balčytytė, Laurence Hobbs                                                      | Englisch | –                         | 4    | 8          | 869        | 12     |
| 6     | 3        | Petras          | Run M/T: Audrius Petrauskas, Titas Astafėjevas                                                      | Englisch | Lauf                      | 7    | 4          | 335        | 11     |
| 7     | 2        | Kàro            | Weightless M/T: Karolė Virbickaitė                                                                  | Englisch | Schwerelos                | 6    | 5          | 387        | 11     |
| 8     | 6        | Emilija V       | Trophy Wife M/T: Emilija Valiukevičiūtė, Herve "Feezy" Tshibola, Tiago "Tiago Got The Keys" Antunes | Englisch | Trophäenfrau              | 3    | 3          | 130        | 6      |

 Interpret hat sich für das Finale qualifiziert.

## Finale
Das Finale fand am 17. Februar 2024 statt.
| Platz | Startnr. | Interpret        | Lied Musik (M) und Text (T)                                                                                 | Sprache               | Übersetzung (inoffiziell)           | Jury | Televoting | Televoting | Punkte Gesamt |
| Platz | Startnr. | Interpret        | Lied Musik (M) und Text (T)                                                                                 | Sprache               | Übersetzung (inoffiziell)           | Jury | Punkte     | Stimmen    | Punkte Gesamt |
| ----- | -------- | ---------------- | --- | --------------------- | ----------------------------------- | ---- | ---------- | ---------- | ------------- |
| 1     | 7        | Shower           | Impossible M/T: Vainius Indriūnas, Dominykas Kazimieras Krulikovskis, Jonas Filmanavičius, Simonas Krukonis | Englisch              | Unmöglich                           | 12   | 10         | 15.783     | 22            |
| 2     | 4        | Silvester Belt   | Luktelk M/T: Džesika Šyvokaitė, Elena Jurgaitytė, Silvestras Beltė                                          | Litauisch             | Warte                               | 10   | 12         | 25.502     | 22            |
| 3     | 10       | The Roop         | Simple Joy M/T: Vaidotas Valiukevičius, Robertas Baranauskas, Mantas Banišauskas, Vegard Hurum              | Englisch              | Einfache Freude                     | 8    | 8          | 11.802     | 16            |
| 4     | 5        | VB gaang         | KABOOM!!! M/T: Vidas Bareikis                                                                               | Englisch, Koreanisch  | -                                   | 6    | 7          | 7.679      | 13            |
| 5     | 8        | Monika Marija    | Unlove You Starting Tomorrow M/T: Džiugas Juzėnas, Monika Paulauskaitė, Titas Astafėjevas                   | Englisch              | Ab morgen liebe ich dich nicht mehr | 7    | 3          | 1.609      | 10            |
| 6     | 1        | Aistè            | We Will Rule the World M/T: Aistė Gaižauskaitė, Kipras Varaneckas                                           | Englisch              | Wir werden die Welt regieren        | 4    | 4          | 1.635      | 8             |
| 7     | 2        | Žalvarinis       | Gaudė Vėjai M/T: Robertas Semeniukas, Viltė Ambrazaitytė, Sigita Jonynaitė                                  | Litauisch             | Fang den Wind                       | 3    | 5          | 2.750      | 8             |
| 8     | 6        | Il Senso         | Time M/T: Kipras Mašanauskas, Andrius Kairys                                                                | Englisch              | Zeit                                | 2    | 6          | 4.012      | 8             |
| 9     | 3        | Pluie de Comètes | Be careful M/T: Justė Kraujelytė, Saulius Sakavičius                                                        | Englisch, Französisch | Sei vorsichtig                      | 5    | 1          | 578        | 6             |
| 10    | 9        | Queens of Roses  | Walk through fire M/T: Adriana Pupavac, Aidan O’Connor, Andreas Bjorkman, Jonas Ekdahl                      | Englisch              | Geh durchs Feuer                    | 1    | 2          | 897        | 3             |

 Interpret hat sich für das Superfinale qualifiziert.

### Superfinale
| Platz | Interpret      | Lied Musik (M) und Text (T)                                                                                 | Televoting |
| ----- | -------------- | --- | ---------- |
| 1     | Silvester Belt | Luktelk M/T: Džesika Šyvokaitė, Elena Jurgaitytė, Silvestras Beltė                                          | 34.691     |
| 2     | Shower         | Impossible M/T: Vainius Indriūnas, Dominykas Kazimieras Krulikovskis, Jonas Filmanavičius, Simonas Krukonis | 20.307     |
| 3     | The Roop       | Simple Joy M/T: Vaidotas Valiukevičius, Robertas Baranauskas, Mantas Banišauskas, Vegard Hurum              | 15.046     |